# Історико-краєзнавчі музеї України
Список краєзнавчих музеїв України подає єдиним переліком існуючі на теперішній час (весна 2014 року) історичні, історико-краєзнавчі та краєзнавчі музеї, а також національні історико-культурні заповідники України згідно з чинним адміністративним поділом держави. У переліку наводяться переважно державні музеї (без додаткової вказівки), за можливості вказуються також музеї народні / на громадських засадах (наприклад, для Вінницької, Івано-Франківської, Сумської областей).
Краєзнавчий музей міста Славутич та Чорнобильської АЕС

## Київ
- Національний музей історії України
- Києво-Печерський національний історико-культурний заповідник
- Національний заповідник «Софія Київська»
- Державний історико-архітектурний заповідник «Стародавній Київ»
- Музей історії Києва
- Музей гетьманства
- Музей Української революції 1917—1921 років

## Севастополь
- Національний заповідник «Херсонес Таврійський»
- Приватний Музей М. М. Миклухо-Маклая «Берег Маклая» в селищі Кача

## Автономна Республіка Крим
- Кримський республіканський краєзнавчий музей
  - Алуштинський краєзнавчий музей
- Джанкойський краєзнавчий музей
- Феодосійський краєзнавчий музей
- Євпаторійський краєзнавчий музей
- Чорноморський краєзнавчий музей
- Республіканський історико-археологічний заповідник «Калос Лімен», Чорноморське
- Керченський державний історико-культурний заповідник
  - Керченський історико-археологічний музей
- Бахчисарайський державний історико-культурний заповідник
- Білогірський районний історико-краєзнавчий музей
- Красногвардійський краєзнавчий музей
- Красноперекопський краєзнавчий музей

## Вінницька область
- Вінницький краєзнавчий музей
- Могилів-Подільський краєзнавчий музей
- Тиврівський краєзнавчий музей
- Бершадський краєзнавчий музей
- Піщанський краєзнавчий музей
- Тульчинський краєзнавчий музей
- Літинський краєзнавчий музей імені Устима Кармалюка
- Оратівський краєзнавчий музей
- Ободівський краєзнавчий музей
- Музей історії міста Козятина
- Міський краєзнавчий музей Гайсинщини
- Жмеринський міський історичний музей
- Державний історико-культурний заповідник «Буша»
- Музей історії міста Бар
- Музей історії села Баланівка, с. Баланівка (Бершадський район)
- Музей історії села Вахнівка, с. Вахнівка (Липовецький район)
- Музей історії села Жабелівка, с. Жабелівка (Вінницький район)
- Музей історії села Оленівка, с. Оленівка (Вінницький район)
- Музей історії села Краснопілка, с. Краснопілка (Гайсинський район)

## Волинська область
- Волинський краєзнавчий музей, м. Луцьк
  - Горохівський історичний музей
  - Кортеліський історичний музей
- Маневицький краєзнавчий музей
- Любомльський краєзнавчий музей
- Володимир-Волинський історичний музей
- Ковельський історичний музей
- Лобненський краєзнавчий музей
- Історико-культурний заповідник у м. Луцьку
- Торчинський історико-краєзнавчий музей

,*Нововолинський історичний музей

## Дніпропетровська область
- Дніпропетровський історичний музей імені Д. І. Яворницького
- Музей історії міста Дніпродзержинська
- Криворізький краєзнавчий музей
- Павлоградський краєзнавчий музей
- Нікопольський краєзнавчий музей імені М. Ломоносова
- Петропавлівський краєзнавчий музей

## Донецька область
- Донецький краєзнавчий музей
- Артемівський краєзнавчий музей
- Волноваський краєзнавчий музей
- Костянтинівський краєзнавчий музей
- Маріупольський краєзнавчий музей
- Слов'янський краєзнавчий музей
- Красноармійський краєзнавчий музей
- Музей історії міста Горлівки
- Єнакіївський історичний музей
- Музей історії міста Краматорська
- Музей історії міста Харцизька
- Державний історико-архітектурний заповідник у місті Слов'яногірську
- Макіївський художньо-краєзнавчий музей
- Музей історії Урзуфа
- Народний музей історії локомотивного депо станції Микитівка Донецької залізниці

## Житомирська область
- Житомирський краєзнавчий музей
  - Коростенський краєзнавчий музей
- Радомишльський краєзнавчий музей
  - Замок Радомисль
- Новоград-Волинський краєзнавчий музей
- Брусилівський районний історико-краєзнавчий музей імені митрополита Іларіона Огієнка
- Малинський історико-краєзнавчий меморіальний комплекс
- Олевський краєзнавчий музей
- Краєзнавчий музей Черняхова
- Краєзнавчий музей Романівщини
- Новоборівський краєзнавчий музей
- Велико-Коровинецький районний краєзнавчий музей

## Закарпатська область
- Закарпатський краєзнавчий музей
  - Хустський краєзнавчий музей
  - Свалявський краєзнавчий музей
  - Виноградівський історичний музей
- Мукачівський історичний музей
- Музей Берегівщини

## Запорізька область
- Національний заповідник «Хортиця»
  - Музей історії запорозького козацтва
- Запорізький краєзнавчий музей
- Мелітопольський краєзнавчий музей
- Токмацький краєзнавчий музей
- Михайлівський краєзнавчий музей
- Бердянський краєзнавчий музей
  - Музей історії міста Бердянська
- Куйбишевський краєзнавчий музей
- Оріхівський краєзнавчий музей
- Приазовський краєзнавчий музей
- Приморський краєзнавчий музей
- Вільнянський краєзнавчий музей
- Гуляйпільський краєзнавчий музей
- Пологівський краєзнавчий музей
- Кам'янсько-Дніпровський історико-археологічний музей
- Історико-археологічний музей-заповідник «Кам'яна могила», с-ще Мирне
- Василівський історико-архітектурний музей-заповідник «Садиба Попова»

## Івано-Франківська область
- Івано-Франківський краєзнавчий музей
- Національний заповідник «Давній Галич»
- Музей історії міста Коломиї
- Краєзнавчий музей «Бойківщина» Тетяни і Омеляна Антоновичів, м. Долина
- Музей історії міста Болехова
- Рогатинський художньо-краєзнавчий музей (філіал обласного художнього музею)
- Музей історії міста Тисмениця імені Степана Гаврилюка
- Музей історії Надвірнянщини
- Музей Калущини
- Історико-краєзнавчий музей культури та побуту Бойківщини, с. Цінева (Рожнятівський район)
- Історико-краєзнавчий музей села Чернелиця, с. Чернелиця (Городенківський район)
- Музей історії села Новошин, с. Новошин (Долинський район)
- Історико-краєзнавчий музей селища Ворохта
- Історико-краєзнавчий музей села Космач, с. Космач (Косівський район)
- Музей Довбуша, с. Космач (Косівський район)
- Музей історії села Шевченкове, с. Шевченкове (Долинський район)
- Музей історії села Іллінці, с. Іллінці (Снятинський район)
- Історико-краєзнавчий музей села Солотвино, с. Солотвино (Богородчанський район)
- Обертинський історико-краєзнавчий музей, с-ще Обертин (Тлумацький район)
- Кутський краєзнавчий музей, с. Кути (Косівський район)
- Краєзнавчий музей села Кропивник, с. Кропивник (Долинський район)
- Народний краєзнавчий музей ім. Юліана Целевича, с. Павлівка (Тисменицький район)
- Громадський музей села Вербіж, с. Вербіж (Коломийський район)
- Заболотівський краєзнавчий музей, с-ще Заболотів (Снятинський район)
- Історико-краєзнавчий музей села Олешів, с. Олешів (Тлумацький район)
- Краєзнавчий музей села Дем'янів, с. Дем'янів (Галицький район)
- Краєзнавчий музей флори і фауни Карпат (Княждвірський заказник), с. Княждвір (Коломийський район)
- Народний, зразковий історико-краєзнавчий музей у селі Бортники, с. Бортники (Тлумацький район)
- Стецівський краєзнавчий музей, с. Стецева (Снятинський район)
- Краєзнавчий музей ім. Леся Гринюка, с. Воскресинці (Коломийський район)
- Музей історії села та визвольних змагань ім. Романа Шухевича, с. Тишківці (Городенківський район)

## Київська область
- Національний історико-етнографічний заповідник «Переяслав»
- Білоцерківський краєзнавчий музей
- Бориспільський історичний музей
- Броварський краєзнавчий музей
- Кагарлицький історико-краєзнавчий музей
- Боярський краєзнавчий музей
- Фастівський краєзнавчий музей
- Музей історії Богуславщини
- Яготинський історичний музей
  - Березанський краєзнавчий музей
- Вишгородський державний історико-культурний заповідник
- Обухівський районний історико-краєзнавчий музей
- Баришівський історико-краєзнавчий музей
- Васильківський історико-краєзнавчий музей
- Макарівський історико-краєзнавчий музей
- КОМУНАЛЬНИЙ ЗАКЛАД МИРОНІВСЬКОЇ МІСЬКОЇ РАДИ «МИРОНІВСЬКИЙ КРАЄЗНАВЧИЙ МУЗЕЙ»

## Кіровоградська область
- Кіровоградський краєзнавчий музей
- Олександрійський краєзнавчий музей
- Світловодський краєзнавчий музей
- Добровеличківський краєзнавчий музей
- Олександрівський районний краєзнавчий музей
- Бобринецький музей історії краю
- Новгородківський музей історії району
- Голованівський історичний музей
- Музей історії Онуфріївського району
- Новомиргородський краєзнавчий музей

## Луганська область
- Луганський краєзнавчий музей
  - Свердловський краєзнавчий музей
  - Старобільський краєзнавчий музей
  - Новопсковський краєзнавчий музей
  - Станично-Луганський краєзнавчий музей
  - Алчевський історичний музей
  - Музей історії міста Первомайська
- Лисичанський міський краєзнавчий музей
- Кремінський краєзнавчий музей
- Біловодський краєзнавчий музей
- Новоайдарський краєзнавчий музей
- Слов'яносербський краєзнавчий музей
- Антрацитівський історичний музей
- Перевальський історичний музей
- Музей історії та культури міста Луганська
- Стахановський історико-художній музей

## Львівська область
- Львівський історичний музей
  - Бродівський краєзнавчий музей
  - Перемишлянський краєзнавчий музей
  - Державний історико-культурний заповідник «Тустань»
- Музей «Дрогобиччина»
- Стрийський краєзнавчий музей «Верховина»
- Винниківський краєзнавчий музей
- Бориславський історико-краєзнавчий музей
- Музей «Історія Трускавця»
- Історико-етнографічний музей «Яворівщина»

## Миколаївська область
- Миколаївський краєзнавчий музей
  - Первомайський краєзнавчий музей (Миколаївська область)
- Баштанський краєзнавчий музей

## Одеська область
- Одеський історико-краєзнавчий музей
- Ананьївський історико-художній музей
- Арцизький історико-краєзнавчий музей
- Білгород-Дністровський краєзнавчий музей
- Болградський історико-етнографічний музей
- Ізмаїльський історико-краєзнавчий музей Придунав'я
- Роздільнянський народний історико-краєзнавчий музей
- Савранський історико-краєзнавчий музей
- Історико-краєзнавчий музей села Городнє

## Полтавська область
- Полтавський краєзнавчий музей
  - Диканський краєзнавчий музей
- Лохвицький краєзнавчий музей імені Г. С. Сковороди
- Миргородський краєзнавчий музей
- Лубенський краєзнавчий музей
- Кременчуцький краєзнавчий музей
- Карлівський історико-краєзнавчий музей
- Горішньоплавнівський історико-краєзнавчий музей
- Хорольський районний краєзнавчий музей
- Зіньківський історичний музей
- Пирятинський краєзнавчий музей
- Оржицький історичний музей
- Березоворудський історико-краєзнавчий музей
- Білицький народний музей історії та художньо-ужиткового мистецтва

## Рівненська область
- Рівненський краєзнавчий музей
- Березнівський краєзнавчий музей
- Костопільський краєзнавчий музей
- Млинівський краєзнавчий музей
- Державний історико-культурний заповідник у місті Острозі
  - Острозький краєзнавчий музей
- Корецький історичний музей
- Радивилівський історичний музей
- Національний історико-меморіальний заповідник «Поле Берестецької битви»
- Державний історико-культурний заповідник міста Дубно
- Сарненський історико-етнографічний музей

## Сумська область
- Державний історико-культурний заповідник у місті Глухові
  - Глухівський краєзнавчий музей
- Державний історико-культурний заповідник у місті Путивлі
  - Путивльський краєзнавчий музей
- Державний історико-культурний заповідник «Посулля»
  - Роменський краєзнавчий музей
  - Недригайлівський краєзнавчий музей
- Конотопський краєзнавчий музей
- Лебединський краєзнавчий музей
- Сумський краєзнавчий музей
- Охтирський краєзнавчий музей
- Шосткинський краєзнавчий музей
- Народний музей історії Глухівського державного педагогічного університету
- Народний музей історії Буринського району
- Народний музей історії Краснопільського району
- Народний музей історії села Нова Слобода, с. Нова Слобода (Путивльський район)
- Народний музей історії села Салогубівка, с. Салогубівка (Роменський район)
- Народний музей історії села Житне, с. Житне (Роменський район)
- Народний музей історії села Юнаківка, с. Юнаківка (Сумський район)
- Народний музей історії Тростянецького району, м. Тростянець
- Народний музей історії села Боромля, с. Боромля (Тростянецький район)
- Народний музей історії села Чапліївка, с. Чапліївка (Шосткинський район)
- Народний музей історії села Воздвиженське, с. Воздвиженське (Ямпільський район)
- Народний музей с. Ярославець — колишнього родинного маєтку Кочубеїв, с. Ярославець (Кролевецький район)
- Музей історії с. Ображіївка, де народився тричі герой Радянського Союзу, військовий льотчик І. М. Кожедуб, с. Ображіївка (Шосткинський район)

## Тернопільська область
- Тернопільський обласний краєзнавчий музей
- Борщівський краєзнавчий музей
- Бережанський краєзнавчий музей
- Бучацький краєзнавчий музей
- Гусятинський краєзнавчий музей
- Денисівський краєзнавчий музей
- Заліщицький краєзнавчий музей
- Зборівський краєзнавчий музей
- Копичинецький краєзнавчий музей
- Кременецький краєзнавчий музей
- Лановецький краєзнавчий музей
- Підгаєцький краєзнавчий музей
- Теребовлянський краєзнавчий музей
- Чортківський краєзнавчий музей
- Шумський краєзнавчий музей
- Державний історико-культурний заповідник у місті Збаражі

## Харківська область
- Харківський історичний музей імені М. Ф. Сумцова
- Барвінківський краєзнавчий музей
- Красноградський краєзнавчий музей імені П. Д. Мартиновича
- Балаклійський районний краєзнавчий музей
- Ізюмський краєзнавчий музей
- Лозівський краєзнавчий музей
- Зміївський краєзнавчий музей
- Куп'янський краєзнавчий музей
- Богодухівський краєзнавчий музей
- Валківський краєзнавчий музей
- Люботинський краєзнавчий музей
- Первомайський краєзнавчий музей (Харківська область)
- Золочівський краєзнавчий музей
- Історико-археологічний музей-заповідник «Верхній Салтів»
- Дворічанський краєзнавчий музей
- Краєзнавчий музей Печенізького району

## Херсонська область
- Херсонський краєзнавчий музей
  - Музей історії міста Каховки
  - Генічеський краєзнавчий музей
  - Бериславський історичний музей
- Скадовський історико-краєзнавчий музей

## Хмельницька область
- Хмельницький краєзнавчий музей
- Музей історії міста Хмельницького
- Старокостянтинівський історико-краєзнавчий музей
- Кам'янець-Подільський державний історико-культурний заповідник
- Славутський історичний музей
- Дунаєвецький історико-краєзнавчий музей
- Державний історико-культурний заповідник «Самчики»
- Шепетівський краєзнавчий музей
- Ізяславський історико-краєзнавчий музей
- Городоцький районний краєзнавчий музей
- Міський краєзнавчий музей, м. Нетішин
- Новоушицький районний історико-краєзнавчий музей

## Черкаська область
- Черкаський краєзнавчий музей
  - Чорнобаївський краєзнавчий музей
  - Приватний історико-етнографічний музей "Козацькі землі України"
  - Музей історії села Старосілля
- Національний історико-культурний заповідник «Чигирин»
  - Чигиринський краєзнавчий музей
  - Суботівський краєзнавчий музей
- Уманський краєзнавчий музей
- Смілянський краєзнавчий музей
- Катеринопільський краєзнавчий музей
- Драбівський краєзнавчий музей
- Монастирищенський краєзнавчий музей
- Звенигородський краєзнавчий музей
- Золотоніський краєзнавчий музей
- Городищенський краєзнавчий музей
- Канівський історичний музей
- Жашківський історичний музей
- Лисянський історичний музей
- Ватутінський історичний музей
- Державний історико-культурний заповідник у місті Корсуні-Шевченківському
- Краєзнавчий музей села Великий Хутір

## Чернівецька область
- Чернівецький краєзнавчий музей
  - Кіцманський історичний музей

## Чернігівська область
- Бахмацький історичний музей
- Березнянський краєзнавчий музей
- Ічнянський краєзнавчий музей
- Коропський регіональний історико-археологічний музей
- Корюківський історичний музей
- Менський краєзнавчий музей
- Музей історії села Піски
- Національний історико-культурний заповідник «Гетьманська столиця»
- Національний історико-культурний заповідник «Качанівка»
- Ніжинський краєзнавчий музей імені Івана Спаського
- Остерський краєзнавчий музей
- Приватний Музей М.М.Миклухо-Маклая в с. Калитянське Козелецького району, сайт: www.mmaklay.com
- Прилуцький краєзнавчий музей
- Семенівський краєзнавчий музей
- Сосницький краєзнавчий музей
- Чернігівський історичний музей імені В. Тарновського